# IHL 1976/77
Die Saison 1976/77 war die 32. reguläre Saison der International Hockey League. Während der regulären Saison bestritten die neun Teams jeweils 78 Spiele. In den Play-offs setzten sich die Saginaw Gears durch und gewannen den ersten Turner Cup in ihrer Vereinsgeschichte.

## Reguläre Saison

### Abschlusstabelle
Abkürzungen: GP = Spiele, W = Siege, L = Niederlagen, T = Unentschieden, OTL = Niederlage nach Overtime, GF = Erzielte Tore, GA = Gegentore, Pts = Punkte
| Northern Division | GP | W  | L  | T  | GF  | GA  | Pts |
| ----------------- | -- | -- | -- | -- | --- | --- | --- |
| Saginaw Gears     | 78 | 40 | 27 | 11 | 338 | 292 | 91  |
| Kalamazoo Wings   | 78 | 38 | 27 | 13 | 325 | 290 | 89  |
| Flint Generals    | 78 | 35 | 33 | 10 | 342 | 306 | 80  |
| Muskegon Mohawks  | 78 | 31 | 36 | 11 | 294 | 322 | 73  |
| Port Huron Flags  | 78 | 27 | 43 | 8  | 268 | 328 | 62  |

| Southern Division  | GP | W  | L  | T  | GF  | GA  | Pts |
| ------------------ | -- | -- | -- | -- | --- | --- | --- |
| Toledo Goaldiggers | 78 | 40 | 31 | 7  | 321 | 317 | 87  |
| Dayton Gems        | 78 | 35 | 38 | 5  | 304 | 312 | 75  |
| Fort Wayne Komets  | 78 | 32 | 36 | 10 | 301 | 311 | 74  |
| Columbus Owls      | 78 | 28 | 35 | 15 | 294 | 309 | 71  |

## Turner-Cup-Playoffs
| Turner-Cup-Viertelfinale | Turner-Cup-Viertelfinale | Turner-Cup-Viertelfinale |    |                    | Turner-Cup-Halbfinale | Turner-Cup-Halbfinale | Turner-Cup-Halbfinale |  |  | Turner-Cup-Finale | Turner-Cup-Finale | Turner-Cup-Finale |
|                          |                          |                          |    |                    |                       |                       |                       |  |  |                   |                   |                   |
| N1                       | Saginaw Gears            | 4                        |    |                    |                       |                       |                       |  |  |                   |                   |                   |
| N4                       | Muskegon Mohawks         | 3                        |    |                    |                       |                       |                       |  |  |                   |                   |                   |
| N4                       | Muskegon Mohawks         | 3                        | N1 | Saginaw Gears      | 4                     |                       |                       |  |  |                   |                   |                   |
|                          |                          |                          | N1 | Saginaw Gears      | 4                     |                       |                       |  |  |                   |                   |                   |
|                          | N2                       | Kalamazoo Wings          | 1  |                    |                       |                       |                       |  |  |                   |                   |                   |
| N2                       | N2                       | Kalamazoo Wings          | 1  | Kalamazoo Wings    | 4                     |                       |                       |  |  |                   |                   |                   |
| N2                       |                          |                          |    | Kalamazoo Wings    | 4                     |                       |                       |  |  |                   |                   |                   |
| N3                       | Flint Generals           | 1                        |    |                    |                       |                       |                       |  |  |                   |                   |                   |
| N3                       | Flint Generals           | 1                        | N1 | Saginaw Gears      | 4                     |                       |                       |  |  |                   |                   |                   |
|                          |                          |                          |    | Saginaw Gears      | 4                     |                       |                       |  |  |                   |                   |                   |
|                          | S1                       | Toledo Goaldiggers       | 3  |                    |                       |                       |                       |  |  |                   |                   |                   |
| S1                       | S1                       | Toledo Goaldiggers       | 3  | Toledo Goaldiggers | 4                     |                       |                       |  |  |                   |                   |                   |
| S1                       |                          |                          |    | Toledo Goaldiggers | 4                     |                       |                       |  |  |                   |                   |                   |
| S4                       | Columbus Owls            | 3                        |    |                    |                       |                       |                       |  |  |                   |                   |                   |
| S4                       | Columbus Owls            | 3                        | S1 | Toledo Goaldiggers | 4                     |                       |                       |  |  |                   |                   |                   |
|                          |                          |                          | S1 | Toledo Goaldiggers | 4                     |                       |                       |  |  |                   |                   |                   |
|                          | S3                       | Fort Wayne Komets        | 1  |                    |                       |                       |                       |  |  |                   |                   |                   |
| S2                       | S3                       | Fort Wayne Komets        | 1  | Dayton Gems        | 0                     |                       |                       |  |  |                   |                   |                   |
| S2                       |                          |                          |    | Dayton Gems        | 0                     |                       |                       |  |  |                   |                   |                   |
| S3                       | Fort Wayne Komets        | 4                        |    |                    |                       |                       |                       |  |  |                   |                   |                   |

## Vergebene Trophäen

### Mannschaftstrophäen
| Auszeichnung                                          | Team          |
| ----------------------------------------------------- | ------------- |
| Turner Cup Gewinner der IHL-Playoffs                  | Saginaw Gears |
| Fred A. Huber Trophy Bestes Team der regulären Saison | Saginaw Gears |

### Individuelle Trophäen
| Auszeichnung                                                       | Spieler          | Team               |
| ------------------------------------------------------------------ | ---------------- | ------------------ |
| James Gatschene Memorial Trophy MVP der regulären Saison           | Tom Mellor       | Toledo Goaldiggers |
| Leo P. Lamoureux Memorial Trophy Bester Scorer                     | Jim Koleff       | Flint Generals     |
| Governor’s Trophy Bester Verteidiger                               | Tom Mellor       | Toledo Goaldiggers |
| James Norris Memorial Trophy Torhüter mit den wenigsten Gegentoren | Terry Richardson | Kalamazoo Wings    |
| Garry F. Longman Memorial Trophy Bester Rookie                     | Garth MacGuigan  | Muskegon Mohawks   |
| Garry F. Longman Memorial Trophy Bester Rookie                     | Ron Zanussi      | Fort Wayne Komets  |